# Davorin Marčelja
Davorin Marčelja (Kastav, 13. siječnja 1924. – Zagreb, 2. lipnja 2011.), hrvatski atletičar i košarkaš. Natjecao se za Jugoslaviju.
Natjecao se na Olimpijskim igrama 1948. u desetoboju i osvojio 18. mjesto. Na OI 1952. je odustao zbog ozljede.
Ima jedan nastup za košarkašku A reprezentaciju Jugoslavije.
Bio je član zagrebačkih Marathona i Mladosti.